# Eolepidopterigoidea
Eolepidopterigoidea é uma superfamília de mariposas, contendo a única família Eolepidopterigidae, apesar de o gênero Undopterix muitas vezes ser colocado na família separada Undopterigidae. O gênero-modelo da família é Eolepidopterix.